# بافيل سيدوروف
بافيل سيدوروف (مواليد 8 أغسطس 1976) هو سبّاح كازاخستاني، مثّل بلاده في الألعاب الأولمبية الصيفية 2000.

## روابط خارجية
بافيل سيدوروف على موقع الاتحاد الدولي للسباحة (الإنجليزية)
- بافيل سيدوروف على موقع أوليمبيديا (الإنجليزية)